# ベアトリーチェ・ラナ
ベアトリーチェ・ラナ（Beatrice Rana、1993年1月22日 - ）はイタリアのピアニスト。    

## 幼少期
コペルティーノで生まれ 、4歳でピアノの勉強を始め、 9歳でバッハのピアノ協奏曲ヘ短調を演奏してオーケストラ・デビューを果たす。 モノーポリのニーノ・ロータ音楽院でベネデット・ルポに、ドイツのハノーファーにあるハノーファー音楽演劇大学でアリエ・ヴァルディに師事。

## キャリアと評価
2011年のモントリオール国際音楽コンクールで優勝および特別審査員賞を、2013年のヴァン・クライバーン国際ピアノコンクールで銀賞を獲得。
2022年現在、ワーナークラシックの専属レコーディングアーティストである。 2018年、バッハのゴルトベルク変奏曲の録音で「年間最優秀女性アーティスト」部門のクラシックブリットアワードにノミネートされた。 
2018年10月、アムステルダムでロイヤル・コンセルトヘボウ管弦楽団と共にデビュー。  2020年9月24日と25日、同楽団とチャイコフスキーの ピアノ協奏曲第1番を演奏。 
2019年3月12日、カーネギー・ホールでの初演奏を果たし、ショパンの『12の練習曲』作品25を演奏し絶賛を受けた。 2019年6月7日に再び同ホールで、フィラデルフィア管弦楽団とプロコフィエフのピアノ協奏曲第3番を演奏。 2019年10月17日に同ホールにて、バッハのニ短調とヘ短調ピアノ協奏曲を演奏。 

## ディスコグラフィー
- ショパン： 26の前奏曲-スクリャービン：ソナタn.2 op. 19 、 ATMAクラシックArchived 2018-06-12 at the Wayback Machine.（2012）
- シューマン：交響的エチュード Op. 13 ;ラヴェル：夜のガスパール;バルトーク：Out of doorsにて、ハルモニア・ムンディ（2013）。チョコデクラシカ。
- プロコフィエフ：ピアノ協奏曲第2番-チャイコフスキー：ピアノ協奏曲第1番、サンタ・チェチーリア・アカデミア・ナツィオナーレとアントニオ・パッパーノ、ワーナー・クラシック（2016）
- ヨハン・ゼバスティアン・バッハ：ゴルトベルク変奏曲、ワーナー・クラシック（2017）
- レナード・バーンスタイン：サンタ・チェチーリア・アカデミア・ナツィオナーレ・ディ・サンタ・セシリアとアントニオ・パッパーノの不安の時代、ワーナー・クラシック（2018）
- モーリス・ラヴェル：ミロワールとラ・ヴァルス-イゴール・ストラヴィンスキー：ペトルーシュカのトロワムーブメント「火の鳥」、ワーナークラシック（2019）。ディアパゾンドール、ChocdeClassica。